# Laguna Concepción
La laguna Concepción es una laguna de Bolivia, situada en el centro del departamento de Santa Cruz, en el municipio de San José de la provincia de Chiquitos, en el sector norte de los Llanos de Chiquitos.
La laguna forma parte del Área Protegida Municipal Reserva de Vida Silvestre Laguna Concepción, creada mediante Orden Municipal de Pailón n.° 012/2002, el 29 de julio de 2002 con una superficie de 52.293 ha. Posteriormente, el Gobierno Municipal de San José de Chiquitos emitió la Ordenanza 55/2009 que determina la creación del mismo espacio, ampliando la superficie total a 120.196 ha.

## Geografía
Está formada por una laguna con arena blanca en su fondo y por humedales conexos, se caracteriza por superficie llana de bosques y con malezas de drenaje escaso, está situada junto a la serranía Chiquitana. Cuenta con unas dimensiones de 27 km de largo por 10 km de ancho y una superficie que varía de los 58 km² a los 200 km² aproximadamente.

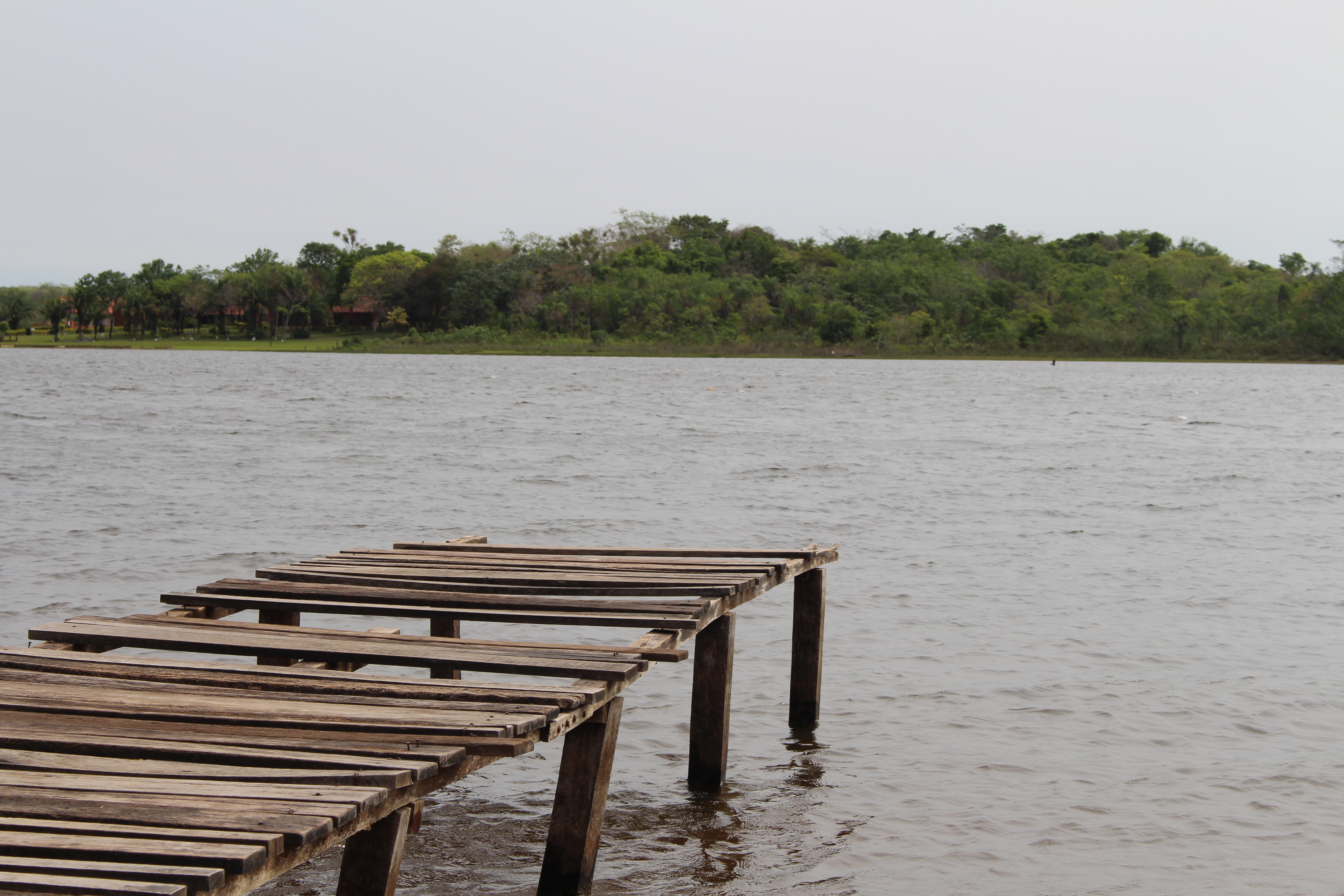
Vista de un muelle en la laguna Concepción.

## Afluentes y desagües
Por el sur recibe principalmente los aportes hídricos procedentes de los distantes Andes que llegan por el río Parapetí y su continuación, el río Quimone; por el noreste avena y desagua en el gran río San Miguel (curso alto del Itonomas), afluente de la cuenca amazónica.

## Sitio Ramsar
Fue declarada Sitio Ramsar el 6 de mayo de 2002, con una superficie de 31 124 hectáreas.

## Problemas medioambientales
La laguna Concepción es afectada por la presión de la frontera agrícola en el sector oeste y norte.
Con los años, la diversidad de flora del área se ha ido perdiendo en la medida que se están intensificando las actividades agrícolas y pecuarias. Al 2019, las hectáreas intervenidas por las actividades humanas han alcanzado las 34 094 ha del área protegida. Esta actividad humana es causada debido a que hay colonias menonitas que operan dentro del área protegida y tienen terrenos a cerca de cinco kilómetros del espejo de agua. Debido a los asentamientos y la deforestación de parte de las colonias menonitas, se ha observado que los niveles de agua de la laguna se redujeron considerablemente.

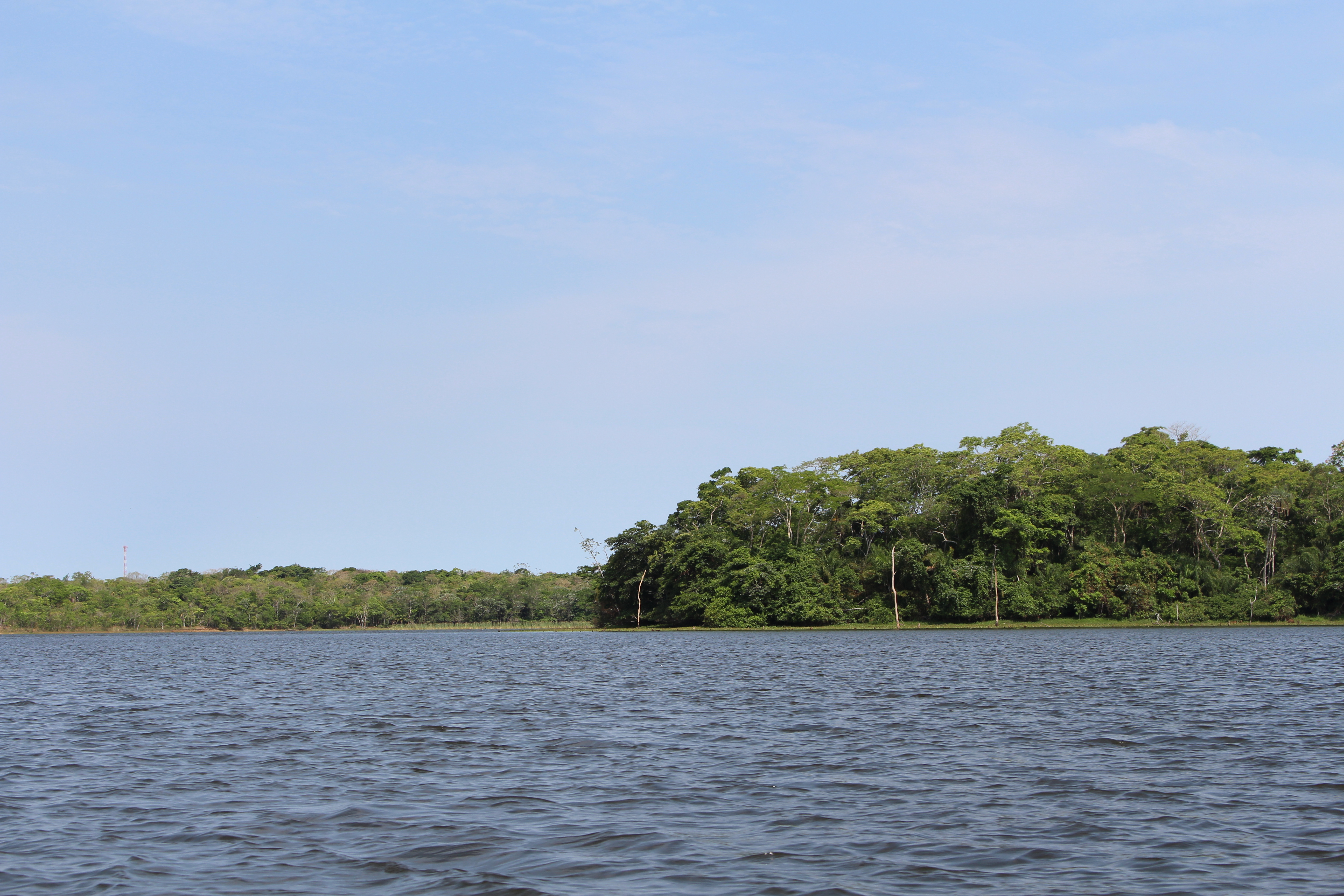
Vista de la orilla.

## Véase también

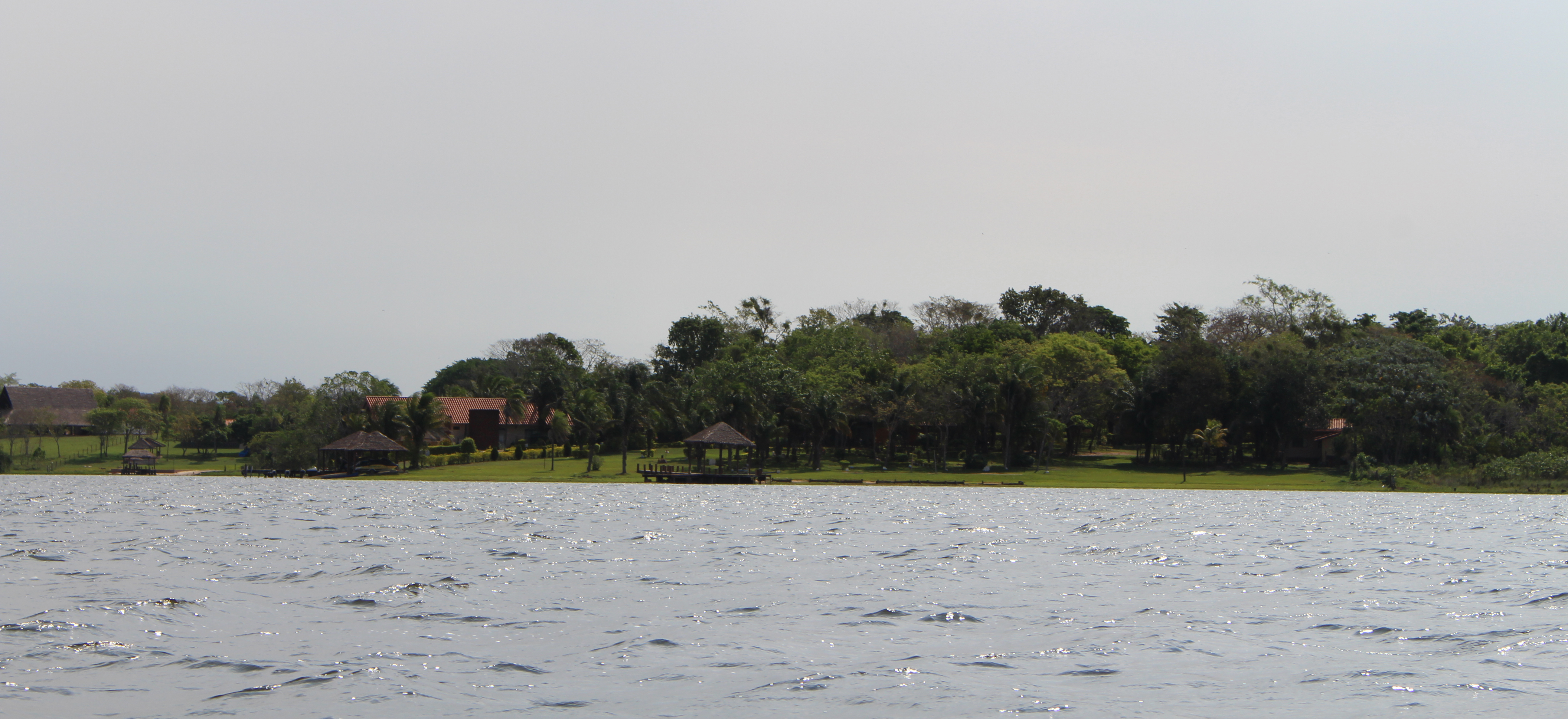
Laguna Concepción.